# De sera numinis vindicta
De sera numinis vindicta (Περὶ τῶν ὑπὸ τοῦ θείου βραδέως τιμωρουμένων) è un dialogo di argomento religioso di Plutarco, compreso nei suoi Moralia.

## Struttura
L'opera descrive un dialogo tenutosi a Delfi, durante il quale quattro immaginari personaggi (Patroclea, Timone, Olimpico e lo stesso Plutarco), si concentrano sul tema della giustizia divina e dei modi da essa adottati per punire i colpevoli. 
Il De sera numinis vindicta appartiene al gruppo dei Moralia dedicati a temi religiosi e ambientati a Delfi, come De E apud Delphos, De Pythiae oraculis, De defectu oraculorum.
Il problema risulta non l’assenza della punizione, ma il tempo che la divinità impiega per metterla in atto, che rivela chiaramente la differenza tra criteri umani e divini. L’azione della divinità appare incomprensibile all’uomo perché l’uomo è incapace di comprendere quello che si pone a un livello superiore; tuttavia, l’atteggiamento della divinità viene proposto come modello anche per l’agire umano, nel rifiuto della vendetta e del rancore verso il colpevole di qualche crimine. 
Come nel De genio Socratis, infine, viene proposto un "mito" esemplificativo, quello di Arideo-Tespesio che, dopo aver trascorso la propria esistenza da malvagio, viene creduto morto in seguito a una caduta, e ha invece l’opportunità di compiere un viaggio nell’oltretomba, grazie alla separazione della parte razionale dal corpo, tornando poi a raccontarloː egli narra di essere stato accompagnato da un parente conosciuto solo nell’infanzia, che gli illustra lo stato delle anime nell'aldilà.